# Asticta alaica
Asticta alaica är en fjärilsart som beskrevs av Remm 1983. Asticta alaica ingår i släktet Asticta och familjen nattflyn. Inga underarter finns listade i Catalogue of Life.